# Segunda Liga de Bulgaria
La Segunda Liga de Fútbol Profesional (en búlgaro: Втора професионална футболна лига), o simplemente Segunda Liga, es la segunda categoría del campeonato de fútbol búlgaro. El campeonato consta de una división con dieciocho equipos, y es gestionada por la Unión de Fútbol de Bulgaria.
El campeón y el subcampeón ascienden automáticamente a la Primera Liga de Fútbol Profesional, mientras que el tercero disputa la última plaza de ascenso en un play-off ante un equipo de la máxima división. Por otro lado, los cuatro últimos clasificados descienden a la Tercera Liga de Fútbol Amateur, la tercera división del sistema de ligas búlgaro.

## Formato
El 15 de junio de 2012, el Comité Ejecutivo de la Unión Búlgara de Fútbol decidió reducir aún más el número de equipos debido a los numerosos problemas de licencias de los clubes y reunir a todos en una liga. El nuevo formato aprobado consistió en 14 equipos, jugando dos partidos en dos vueltas completas. La intención original era de un grupo de 16 equipos, pero dos equipos —Dorostol (Silistra) y Chavdar (Byala Slatina)— decidieron cancelar su participación antes del inicio de la temporada.
A diferencia de la temporada 2011—12, el play-off de ascenso fue cancelado. La idea que subyace es la decisión, tomada por la BFU para reducir el número de equipos también en A PFG. En la temporada 2012—13 habrá solamente dos equipos que asciendan a A PFG, y cuatro equipos que descienden desde la primera división a la B PFG.

## Equipos 2025-26
Los equipos que compiten en la B PFG 2025-26 son los siguientes:
| Club                        | Ciudad            | Estadio                  | Capacidad |
| --------------------------- | ----------------- | ------------------------ | --------- |
| Belasitsa                   | Pétrich           | Stadion Tsar Samuil      | 12,000    |
| Chernomorets Burgas         | Burgas            | Stadion Ivan Pritargov   | 5,000     |
| CSKA 1948 II                | Sofía             | Stadion Bistritsa        | 2,500     |
| Dunav                       | Ruse              | Stadion Gradski          | 13,000    |
| Etar Veliko Tarnovo         | Veliko Tarnovo    | Ivaylo                   | 15,000    |
| Fratria                     | Kavarna           | Stadion Kavarna          | 5,000     |
| Hebar Pazardzhik            | Pazardzhik        | Stadion Georgi Benkovski | 13,128    |
| Lokomotiv Gorna Oryahovitsa | Gorna Oriajovitsa | Lokomotiv                | 16,000    |
| Ludogorets II               | Razgrad           | Eagles' Nest             | 2,000     |
| Marek                       | Dupnitsa          | Stadion Bonchuk          | 16,000    |
| Minyor Pernik               | Pernik            | Stadion Minyor           | 8,000     |
| Pirin Blagoevgrad           | Blagóevgrad       | Hristo Botev             | 7,500     |
| FC Sevlievo                 | Sevlievo          | Stadion Rakovski         | 5,000     |
| Spartak Pleven              | Pleven            | Stadion Pleven           | 3,000     |
| FC Sportist Svoge           | Svoge             | Stadion Chavdar Tsvetkov | 3,500     |
| Vihren Sandanski            | Sandanski         | Stadion Sandanski        | 6,000     |
| FC Yantra Gabrovo           | Gabrovo           | Stadion Hristo Botev     | 14,000    |

## Palmarés
La siguiente tabla incluye todos los campeones de la B PFG desde su fundación. El número de equipos campeones cambia durante los años debido a las reformas realizadas en la estructura de la B PFG (normalmente la formación de las divisiones se hace en función de la situación geográfica de los clubes):
| 1950 | Torpedo Ruse (norte)    | Spartak Sofia (sur)                       | –                                   | –                              | –                                    |
| 1951 | Udarnik Sofia           | –                                         | –                                   | –                              | –                                    |
| 1952 | VVS Sofia               | –                                         | –                                   | –                              | –                                    |
| 1953 | Zavod 12 Sofia (Sofía)  | Spartak Stalin (noreste)                  | Torpedo Pleven (noroeste)           | Udarnik Stara Zagora (sureste) | Cherveno zname Kyustendil (suroeste) |
| 1954 | VVS Sofia (Sofía)       | Spartak Ruse (noreste)                    | Cherveno zname Pavlikeni (noroeste) | DNA Plovdiv (sureste)          | Cherveno zname Radomir (suroeste)    |
| 1955 | Spartak Sofia (Sofía)   | Septemvri Tolbuhin (noreste)              | Cherveno zname Vidin (noroeste)     | Dinamo Plovdiv (sureste)       | Dinamo Stanke Dimitrov (suroeste)    |
| 1956 | Septemvri Sofia (Sofía) | SKNA Varna (noreste)                      | SKNA Ruse (norte)                   | Lokomotiv Lom (noroeste)       | Udarnik Stara Zagora (sureste)       |
| 1956 | Lokomotiv Plovdiv (sur) | Cherveno zname Stanke Dimitrov (suroeste) | –                                   | –                              | –                                    |

| Temporada | Campeones                              | Campeones                            |
| --------- | -------------------------------------- | ------------------------------------ |
| 1957      | FC Dunav Ruse (norte)                  | PFC Beroe Stara Zagora (sur)         |
| 1958      | Spartak Sofia (norte)                  | Marek Stanke Dimitrov (sur)          |
| 1958–59   | Spartak Sofia (norte)                  | PFC Septemvri Sofia (sur)            |
| 1959–60   | PFC Beroe Stara Zagora                 | –                                    |
| 1960–61   | PFC Spartak Pleven                     | –                                    |
| 1961–62   | Spartak Sofia                          | –                                    |
| 1962–63   | FC Lokomotiv Gorna Oryahovitsa (norte) | Gen.Zaimov Sliven (sur)              |
| 1963–64   | FC Botev Vratsa (norte)                | PFC Akademik Sofia (sur)             |
| 1964–65   | PFC Spartak Varna (norte)              | Botev Burgas (sur)                   |
| 1965–66   | Dobrudzha Tolbuhin (norte)             | PFC Minyor Pernik (sur)              |
| 1966–67   | PFC Spartak Pleven (norte)             | OFC Sliven (sur)                     |
| 1967–68   | FC Dunav Ruse (norte)                  | Marek Stanke Dimitrov (sur)          |
| 1968–69   | FC Etar Veliko Tarnovo (norte)         | FC Maritsa Plovdiv (sur)             |
| 1969–70   | FC Yantra Gabrovo (norte)              | FC Tundzha Yambol (sur)              |
| 1970–71   | PFC Spartak Varna (norte)              | PFC Beroe Stara Zagora (sur)         |
| 1971–72   | Panayot Volov Shumen (norte)           | PFC Minyor Pernik (sur)              |
| 1972–73   | FC Yantra Gabrovo (norte)              | PFC Pirin Blagoevgrad (sur)          |
| 1973–74   | FC Dunav Ruse (norte)                  | OFC Sliven 2000 (sur)                |
| 1974–75   | PFC Spartak Varna (norte)              | PFC Beroe Stara Zagora (sur)         |
| 1975–76   | Akademik Svishtov (norte)              | Marek Stanke Dimitrov (sur)          |
| 1976–77   | PFC Cherno More Varna (norte)          | PFC Chernomorets Burgas (sur)        |
| 1977–78   | PFC Spartak Pleven (norte)             | FC Haskovo (sur)                     |
| 1978–79   | FC Etar Veliko Tarnovo (norte)         | PFC Minyor Pernik (sur)              |
| 1979–80   | PFC Akademik Sofia (norte)             | PFC Belasitsa Petrich (sur)          |
| 1980–81   | FC Etar Veliko Tarnovo (norte)         | FC Haskovo (sur)                     |
| 1981–82   | PFC Spartak Varna (norte)              | PFC Pirin Blagoevgrad (sur)          |
| 1982–83   | PFC Shumen (norte)                     | PFC Beroe Stara Zagora (sur)         |
| 1983–84   | PFC Spartak Pleven (norte)             | PFC Pirin Blagoevgrad (sur)          |
| 1984–85   | Akademik Svishtov                      | –                                    |
| 1985–86   | PFC Chernomorets Burgas                | –                                    |
| 1986–87   | PFC Minyor Pernik                      | –                                    |
| 1987–88   | PFC Cherno More Varna                  | –                                    |
| 1988–89   | PFC Hebar Pazardzhik                   | –                                    |
| 1989–90   | FC Yantra Gabrovo                      | –                                    |
| 1990–91   | PFC Hebar Pazardzhik                   | –                                    |
| 1991–92   | FC Haskovo                             | –                                    |
| 1992–93   | PFC Cherno More Varna                  | –                                    |
| 1993–94   | PFC Litex Lovech (norte)               | PFC Naftex Burgas (sur)              |
| 1994–95   | Spartak Varna (norte)                  | PFC Velbazhd Kyustendil (sur)        |
| 1995–96   | FC Maritsa Plovdiv                     | –                                    |
| 1996–97   | PFC Litex Lovech                       | –                                    |
| 1997–98   | PFC Septemvri Sofia                    | –                                    |
| 1998–99   | PFC Chernomorets Burgas                | –                                    |
| 1999–00   | PFC Cherno More Varna                  | –                                    |
| 2000–01   | PFC Spartak Pleven                     | –                                    |
| 2001–02   | PFC Rilski Sportist Samokov            | –                                    |
| 2002–03   | PFC Rodopa Smolyan                     | –                                    |
| 2003–04   | PFC Beroe Stara Zagora                 | –                                    |
| 2004–05   | FC Vihren Sandanski                    | –                                    |
| 2005–06   | PFC Spartak Varna (este)               | PFC Rilski Sportist Samokov (oeste)  |
| 2006–07   | PFC Chernomorets Burgas (este)         | PFC Pirin Blagoevgrad (oeste)        |
| 2007–08   | OFC Sliven 2000 (este)                 | PFC Lokomotiv Mezdra (oeste)         |
| 2008–09   | PFC Beroe Stara Zagora (este)          | PFC Montana (oeste)                  |
| 2009–10   | PFC Kaliakra Kavarna (este)            | PFC Vidima-Rakovski Sevlievo (oeste) |
| 2010–11   | PFC Ludogorets Razgrad (este)          | FC Botev Vratsa (oeste)              |
| 2011–12   | PFC Etar 1924 Veliko Tarnovo (este)    | PFC Pirin Gotse Delchev (oeste)      |
| 2012–13   | PFC Neftochimic Burgas                 | –                                    |
| 2013–14   | PFC Marek Dupnitsa                     | –                                    |
| 2014–15   | PFC Montana                            | –                                    |
| 2015–16   | FC Dunav Ruse                          | –                                    |
| 2016–17   | SFC Etar Veliko Tarnovo                | –                                    |
| 2017-18   | Botev Vratsa                           | –                                    |
| 2018-19   | FC Tsarsko Selo Sofía                  | –                                    |
| 2019-20   | FC CSKA 1948 Sofía                     | –                                    |
| 2020-21   | FC Pirin Blagoevgrad                   | –                                    |
| 2021-22   | PFC Septemvri Sofia                    | –                                    |
| 2022-23   | FC CSKA 1948 Sofía II                  | –                                    |
| 2023-24   | PFC Spartak Varna                      | –                                    |
| 2024-25   | FC Dobrudzha Dobrich                   | –                                    |